# برمجيات محاسبة

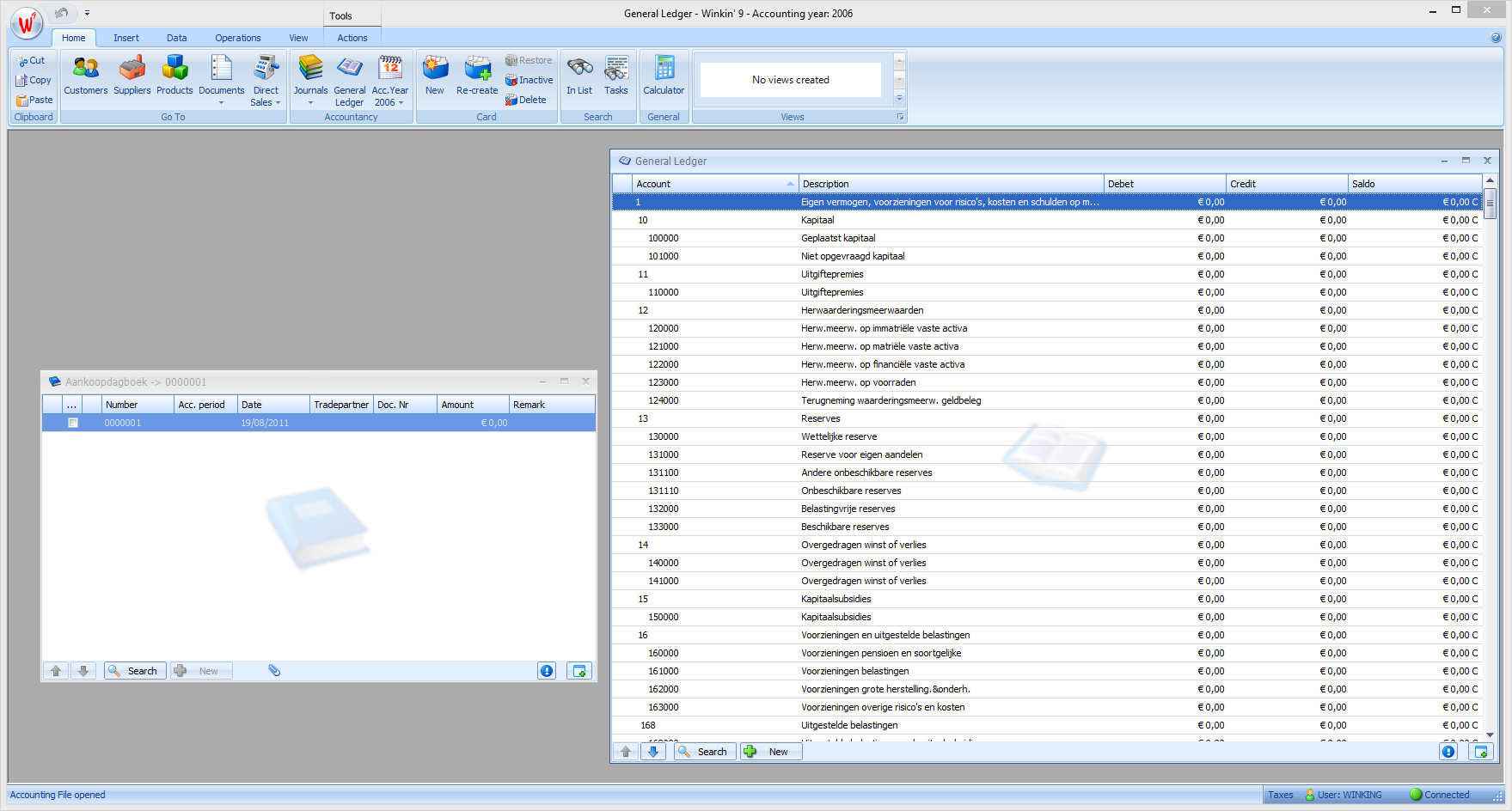
مثال على دفتر الأستاذ العام ودفتر المشتريات في برمجية محاسبة بلجيكية.

برمجيات المحاسبة (بالإنجليزية: Accounting software) هي برمجيات تطبيقية تقوم بتسجيل عمليات المحاسبة على الحاسوب، وتجزئ برمجيات المحاسبة أعمالها في وحدات برمجة modules، مثل حسابات للدفع، حسابات مسددة، مرتبات، موازنة. وهي تعمل بنظام محاسبة معلوماتي accounting information system. وقد يقوم مختصو المعلوماتية بالشركة أو المصنع بتصميم نظام محاسبة معلوماتي يناسبهم بأنفسهم، وقد يشترى النظام جاهزا من شركة معلوماتية متخصصة، أو يمكن أن يشترى من شركة معلوماتية مختصة مع القيام ببعض التعديلات على نظام البرمجية للإيفاء بمتطلبات حاصة للشركة أو المصنع. وتحتلف برمجيات المحاسبة عن بعضها من حيث درجة تكاملها وثمنها

## المميزات
تمتاز برمجيات المحاسبة بالميزات التالية:
1. السرعة في التسجيل والترحيل.
2. الدقة في النتائج وخلوها من الاخطاء.
3. سرعة التعرف على الارصدة.
4. سرعة اعداد التقارير.
5. القدرة على اعطاء البيانات بصورة تحليلية.

## الوحدات
عادة ما تتألف من وحدات البرامج المحاسبية المختلفة، وأقسام مختلفة للتعامل مع مناطق معينة من المحاسبة. من بينها الأكثر شيوعا هي:

### الوحدات الأساسية
- ذمم مدينة: تدخل الشركة الأموال التي تتلقاها
- دائنون : تدخل الشركة فواتيرها وتدفع الأموال التي تدينها
- دفتر الأستاذ العام: دفاتر (كتب) الشركة
- الفواتير: تنتج الشركة الفواتير للعملاء / الزبائن
- مخزون القيمة (الأسهم)/ المخزون: تبقى الشركة تسيطر على مخزونها
- أمر الشراء: الشركة تعطي أوامر الجرد
- أمر المبيعات: الشركة تسجل طلبات العملاء لتوريد المخزون
- مسك الدفاتر : الشركة تسجل المحصول والمدفوع

### الوحدات غير الأساسية
- تحصيل المدين: تتبع الشركة محاولات لجمع الفواتير المتأخرة (في بعض الأحيان جزءا من حسابات القبض)
- عمليات الدفع الالكترونية
- المصاريف: الموظف يدخل نفقات الأعمال التجارية ذات الصلة
- استفسارات: تقوم الشركة بالبحث عن المعلومات على الشاشة دون أي تعديلات أو إضافات
- الرواتب: تقوم الشركة بتتبع المرتبات والأجور والضرائب ذات الصلة
- تقارير: تقوم الشركة بطباعة البيانات
- الجدول الزمني: عملت المهنيين (مثل المحامين والمستشارين) وقت قياسي بحيث يمكن أن توصف للعملاء
- طلب الشراء:

يتم إجراء طلبات أوامر الشراء، وافقت وتعقبت
- - المصالحة: -يقارن السجلات من الأطراف في كلا الجانبين من المعاملات من أجل التناسق
  - النفاذ إلى الأسفل (التنقل للأسفل)
  - دفتر اليومية
  - محاسبة الإدارات
  - دعم القيمة المضافة للضرائب
  - حساب العائق القانوني

ملاحظة أن البائعين قد تستخدم أسماء لهذه الوحدات المختلفة.
الانواع
المحاسبة الشخصية
وتعرف بالتمويل الشخصي
وهي برامج المحاسبة الشخصية اللتي تستهدف المستخدمين المنزليين خصوصا، وتدعم الحسابات دائنة والمعاملات المحاسبية والميزانيات وإدارة.
سوق النهاية المنخفضه
في سوق النهاية المنخفض، عاده تكون التطبيقات غير مكلفة والبرنامج يسمح باداة معظم وظائف المحاسبة العامة التي يتعين القيام بها..
وتتميز العديد من منتجات السوق النهائية بأنها ذات "قيد واحد"، في مقابل نظام القيد المزدوج يلاحظ في العديد من الشركات
منتصف السوق
يغطي منتصف السوق مجموعة واسعة من البرمجيات التجارية التي قد تكون قادرة على تلبية احتياجات العديد من معايير المحاسبة العالمية والمحاسبة اللتي تسمح بعملات متعددة.
بالإضافة إلى وظائف المحاسبة العامة، واللتي يمكن أن تشمل البرامج المتكاملة أو إضافات على نظم المعلومات الإدارية، ويمكن أن تكون موجهة نحو سواق واحد أو أكثر.
سوق النهاية العالية
وتعرف أيضا بالتخطيط موارد المؤسسات
وهي من أكثر برمجيات المحاسبة تعقيدا واعلاها سعرا هي بالعادة جزء من جناح واسع من البرمجيات يعرف باسم برمجيات تخطيط موارد المؤسسات (ت م م).
لهذه التطبيقات بالعادة فترة تنفيذية طويله، غالبا ما تزيد عن ستة أشهر. في حالات كثيرة، هذه التطبيقات ببساطة عبارة عن مجموعة من الوظائف التي تتطلب تكاملا معتبرا وتكوينا وتخصيصا حتى تقارب نظام المحاسبة.
ما يميز حل النهاية العالية هو ان هذه الانظمة مصممة بحيث تدعم عملية معينة لشركة مستقلة، حيث انها مرنة وقابلة للتعديل بشكل كبير بحيث تتحمل متطلبات عمل دقيقة. وهذا ما يتسبب غالبا بتكلفة عالية في ما يتعلق بالأموال ووقت التنفيذ.
السوق الطولية
بعض برمجيات محاسبة الأعمال مصممة لأجل أنواع أعمال محددة. وتحتوي مظاهر محددة لتلك الصناعة.
غالبا ما يكون الاختيار بين شراء تطبيق مخصص للصناعة أو تطبيق لأغراض عامة صعبا للغاية. المخاوف حول اختيار تطبيق مصنوع خصيصا أو اخر مصمم لأجل صناعة معينة تتضمن:
- فريق تطوير اصغر
- زيادة خطر فشل عمل الباعة
- نقص توافر الدعم

من الممكن ان نحكم ضد هذا:
•	متطلبات اقل للتخصيص
•	تقليل تكاليف التنفيذ
•	تقليل تكاليف ووقت تدريب المستخدم النهائي
من بعض أهم أنواع برمجيات المحاسبة الطولية هي:
•	الخدمات المصرفية
•	البناء
•	الطبية
•	المحاسبة غير الربحية
•	نقاط البيع (التجزئة)
•	الثقة الاستثمارية للعقارات
•	برنامج إدارة رعاية الطفل
•	إدارة لبيع الكتب